# Sugar Papi
Sugar Papi é o quinto álbum de estúdio do produtor estadunidense Marshmello lançado em 3 de novembro de 2023 através da Sony Latin. O disco é o primeiro projeto do artista relacionado à música latina. Conta com as participações de Anuel AA, Brray, Choc Quib Town, Farruko, Fuerza Regida, LiL CaKe, Luísa Sonza, Manuel Turizo, Nicky Jam, Polimá Westcoast, Tiago PZK e Young Miko.

## Antecedentes e desenvolvimento
Em Miami, Marshmello organizou sessões para encontrar-se com cada artista convidado. Na entrevista com a Billboard, revelou ter chegado na cidade para escrever o álbum, mas não tinha nada preparado. Ele explicou que parte de seu trabalho é a criação na hora. Junto com seus colaboradores, o álbum inteiro foi finalizado em menos de duas suas semanas. Afirmou que "não ia simplesmente fazer esse projeto enorme de 'todos os grandes artistas do mundo'", mas que ia apenas trabalhar com os artistas nos quais se identificava. Um comentário dele deixou evidente que gostava particularmente de suas sessões com a rapper Young Miko.
Ela simplesmente apareceu e foi muito simpática e humilde, matando tudo o que eu lhe mostrava. No vault, há duas outras músicas que fizemos e são músicas de rave, antigas dos anos 90, como Eiffel 65... Vibrações malucas. Há muitas músicas no cofre que podem aparecer.

## Promoção e lançamento
Quatro singles foram lançados para divulgar Sugar Papi. O primeiro, intitulado "El Merengue", que conta com participação do cantor colombiano Manuel Turizo, foi lançado em março de 2023 e recebeu uma boa recepção. A canção chegou ao primeiro lugar na parada Tropical Airplay Chart da Billboard e rendeu, à Marshmello, o prêmio da Billboard Latin Music Awards na categoria de Melhor Artista Crossover do Ano. No mês seguinte, "Esta Vida", parceria de Marshmello com o rapper porto-riquenho Farruko, foi disponibilizado como o segundo single. Logo em seguida, "Como Yo :(", com o cantor argentino Tiago PZK, foi lançado em julho como o terceiro e, no próximo mês, "Tempo", ao lado da rapper porto-riquenha Young Miko, como o quarto e o último do disco. Em 27 de outubro, uma prévia, de todas as novas canções, foi lançado no YouTube e, em 1 de novembro, foram lançadas como single.

## Lista de faixas
| Sugar Papi – Edição padrão |                                                   | |                                                    |         |  |
| N.º                        | Título                                            | Compositor(es)                                                                                                 | Produtor(es)                                       | Duração |  |
| 1.                         | "Tempo" (com Young Miko)                          | Marshmello Caleb Calloway Isaac De Boni Lil Mexico FNZ Mauro Young Miko Michael Mule                           | Marshmello C. Calloway L. Mexico FNZ Mauro         | 1:47    |  |
| 2.                         | "Tusi" (com Lil Cake e Brray)                     | Marshmello Lennex Lil Cake Brray KRZ Jay M Munk Kamil Jacob Assad                                              | Marshmello Lennex Munk                             |         |  |
| 3.                         | "El Merengue" (com Manuel Turizo)                 | Marshmello M. Turizo Carolina Juarbe Juan Vélez Julián Zapata Nico Cotton Edgar Barrera Slow Mike              | Marshmello E. Barrera N. Cotton S. Mike            | 3:09    |  |
| 4.                         | "Como Yo :(" (com Tiago PZK)                      | Marshmello Tiago PZK E. Barrera Elena Rose Eydren                                                              | Marshmello E. Barrera Eydren                       | 2:21    |  |
| 5.                         | "Alcohol" (com Anuel AA)                          | Marshmello Anuel AA Walo BabyKush OMG Eydren                                                                   | Marshmello Eydren OMG                              |         |  |
| 6.                         | "Esta Vida" (com Farruko)                         | Marshmello Farruko Franklin Martínez J. Cross Luis Neil Sharo Towers Nestor Castillo                           | Marshmello S. Towers J. Cross K Lo K               | 3:29    |  |
| 7.                         | "Super High" (com Polimá Westcoast)               | Marshmello Polimá Westcoast Eydren Jorge Milliano OMG BabyKush Walo Tenox                                      | Marshmello Eydren J. Milliano                      |         |  |
| 8.                         | "Say Woah!" (com Nicky Jam)                       | Marshmello J. Milliano N. Jam Juan Diego Medina Samantha Cámara Pablo Feliú                                    | Marshmello J. Milliano                             |         |  |
| 9.                         | "Dónde Están Que No Los Veo" (com Choc Quib Town) | Marshmello DJ Trone Goyo Slow Munk Tostao Prieto                                                               | Marshmello DJ Trone S. Mike                        |         |  |
| 10.                        | "Sou Musa do Verão" (com Luísa Sonza)             | Marshmello L. Sonza OG Parker Earwolf Douglas Moda Njomza Munk                                                 | Marshmello OG Parker Earwolf                       |         |  |
| 11.                        | "Harley Quinn" (com Fuerza Regida)                | Daniel Gutiérrez Jesus Ortiz Paz Jesus Rodriguez Jr. Jonathan Caro Miguel Armenta Moises Lopez Osbaldo Sanchéz | J. O. Paz M. Armenta Munk Angel Tumbado Marshmello | 2:23    |  |